# Петров, Даниил Фёдорович
Даниил Фёдорович Петров (псевдонимы Владимир Рудинский и Аркадий Рахманов) (1 мая 1918, Царское Село—2012) — русский и французский публицист, писатель

## Биография
Родился 3 мая 1918 г. в Царском Селе, в семье врача. Учился на филологическом факультете Ленинградского Государственного Университета, в том числе, у Жирмунского на факультете романо-германской филологии, специализировался в испанской литературе XVII в. (в частности, творчество Кальдерона).
Во время Второй мировой войны по доносу соседки был посажен в концлагерь в окрестностях Ленинграда. Уже в юности был убеждённым монархистом, что помогло ему избежать расстрела. Служил переводчиком в Голубой дивизии, состоящей в подавляющем большинстве из настроенных анти-коммунистически испанцев, позже, был переброшен в Двинск. Затем оказался в Берлине, откуда, в конце войны, ушёл в Париж, проделав часть пути пешком, а часть на поезде, примкнув к американским солдатам, выдавая себя за француза.
В Париже европейская внешность и знание европейских языков помогли ему избежать принудительной репатриации.
Осев в Париже и перебиваясь случайными заработками, Д. Ф. Петров включается в анти-большевистскую и монархическую деятельность, безвозмездно занимаясь журналистикой.
Окончил парижскую Школу Восточных Языков.
До самой смерти, он печатается под разными псевдонимами, в том числе женскими, в издаваемой в Буэнос-Айресе газете «Наша страна» и различных эмигрантских журналах в Нью-Йорке («Знамя России», «Новое русское слово», «Новый журнал»), Париже («Русское воскресение», «Возрождение») и др..
Благодаря бескорыстным усилиям Доры Штурман, в Израиле выходит сборник его рассказов «Страшный Париж». Второй том парижских рассказов так и остался в рукописях.
Делом своей жизни Д. Ф. Петров считал доведённое до конца составление этимологического словаря австронезийских языков, ждущий своей публикации.
Умер в Париже, 17 июня 2012, в одиночестве и бедности, которую умел совершенно не замечать.

## Дополнительные источники
- Назаров М. В. Еще раз об этичности последних «единственно белых светочей»